# Fehérszárnyú bolyhosfarkúmadár
A fehérszárnyú bolyhosfarkúmadár (Sarothrura ayresi) a madarak osztályának darualakúak (Gruiformes) rendjébe és a guvatfélék (Rallidae) családjába tartozó faj.

## Előfordulása
A Dél-afrikai Köztársaság, Etiópia, Zambia és Zimbabwe területén honos. A természetes élőhelye a mocsaras szubtrópusi vagy trópusi magaslati legelők.

## Megjelenése
Testhossza 14 centiméter, testtömege 23 gramm.
|  |